# 5-乙基-5-丁硫基甲基-2-硫代巴比妥酸
5-乙基-5-丁硫基甲基-2-硫代巴比妥酸（英语：Thionarcon）是一种有机化合物，化学式为C11H18N2O2S2。它是一种巴比妥类药物，可用作麻醉剂。它的静脉注射LD50值为180 mg/kg（小鼠）、110 mg/kg（狗）。